# 伊朗情報與國家安全部
35°45′04″N 51°27′25″E / 35.751°N 51.457°E
伊朗情報與國家安全部（羅馬化：Vezarat-e Ettela'at Jomhouri-ye Eslami-ye Iran）是伊朗伊斯蘭共和國的秘密警察及主要的情報機構。情報與國家安全部又稱為維瓦克（VEVAK，全稱Vezarat-e Ettela'at va Amniyat-e Keshvar），這個部門接管了前政權的情報機關，最初稱為薩瓦馬（SAVAMA）。情報與國家安全部是國家秘密機關的主要部分，具備足夠的資金和資源。1999年，情報與國家安全部被認為涉及異見作家及知識份子的連環謀殺案，也包括國內外伊朗政治異見份子被剌殺的案件。

## 歷史
關於情報與國家安全部的資訊難以獲取。部門最初被稱為薩瓦馬，以取代沙阿執政時期的情報機構薩瓦克，雖然兩個機構的角色相似而意識形態相異，但兩者之間的持續性不明。新政府被懷疑有意清洗新部門內的薩瓦克殘餘份子，但是這個觀點始終沒有被付諸實行，資深的薩瓦克情報人員被保留下來。前薩瓦克情報人員被認為在左翼異見份子及伊拉克復興黨對情報與國家安全部的滲透上起著重要的角色。
情報與國家安全部的建立是由賽義德·哈賈里安（Saeed Hajjarian）向米爾-侯賽因·穆薩維政府及議會提出的。對於其所屬的監管機構曾經引起了一番爭論，可能的監管機構包括總統、司法機構、最高領袖及伊斯蘭革命衛隊。最終，政府在得到阿里·哈梅內伊的許可下為此成立一個部門。國家安全部部長必須是伊智提哈德（伊斯蘭學者）。
情報與國家安全部在1984年8月18日成立，其他政府機構轄下的小型情報機關被廢除。部門成立以來歷任的部長有6位：穆罕默德·雷沙里（Mohammad Reyshahri，總理米爾-侯賽因·穆薩維轄下）、阿里·法拉希安（Ali Fallahian，總統阿克巴爾·哈什米·拉夫桑賈尼轄下）、古班納利·多里-納賈法巴迪（Ghorbanali Dorri-Najafabadi，總統穆罕默德·哈塔米轄下）、阿里·約尼斯（Ali Younesi，總統穆罕默德·哈塔米轄下）、戈拉姆-侯賽因·穆赫辛尼-埃傑赫伊（Gholam-Hossein Mohseni-Ejehei，總統馬哈茂德·艾哈邁迪內賈德轄下，2005年8月24日－2009年8月24日）及蓋達爾·穆斯拉希（Heyder Moslehi，總統馬哈茂德·艾哈邁迪內賈德轄下，2009年8月29日－）。

## 事件

### 連環謀殺
1998年末，3名異見作家、1名政治家及其妻子在兩個月內先後被殺害。
在民眾的強烈抗議及傳媒的調查和報導後，檢控官在1999年中稱情報與國家安全部副部長賽義德·埃馬米（Saeed Emami）領導情報與國家安全部的「惡勢力」策劃了凶案，埃馬米其後在獄中自殺。在此案的審判裡，3名部門所屬的情報人員在2001被判處死刑，另外12名情報人員被判監，但審判仍被「受害者家屬及國際人權組織視為偽善的表現」。2年後，伊朗最高法院將2名案中被判處死刑的犯人減刑至終身監禁。

## 外部連結
- （英文）伊朗恐怖活動資料庫，關於伊朗情報機關的指控。
- （英文）情報與國家安全部 （页面存档备份，存于）